# Aristolochia angustifolia
Aristolochia angustifolia är en piprankeväxtart som beskrevs av Adelbert von Chamisso. Aristolochia angustifolia ingår i släktet piprankor, och familjen piprankeväxter. Inga underarter finns listade i Catalogue of Life.